# TeleTrusT
Bundesverband IT-Sicherheit e. V. (TeleTrusT) ist ein deutsches Kompetenznetzwerk für die Informationssicherheit im IT-Bereich, das in- und ausländische Mitglieder aus Industrie, Beratung, Verwaltung und Wissenschaft sowie thematisch verwandte Partnerorganisationen umfasst. TeleTrusT bietet Foren für Experten, organisiert Veranstaltungen bzw. Veranstaltungsbeteiligungen und äußert sich zu aktuellen Fragen der IT-Sicherheit. Ziel des Verbandes ist insbesondere die Förderung der Vertrauenswürdigkeit von Informations- und Kommunikationstechnik.
Der 1989 gegründete Verband vergibt an Mitglieder auf Antrag die TeleTrusT-Vertrauenszeichen IT Security made in Germany (ITSMIG) und IT Security made in EU (ITSMIE) für vertrauenswürdige IT-Sicherheitslösungen ohne verdeckte Backdoor.
Hauptsitz des Verbandes ist Berlin.

## Geschichte
Die Anregung zu einer Organisation namens TeleTrusT geht auf Eckart Raubold, seinerzeit Gesellschaft für Mathematik und Datenverarbeitung, Mitte der 1980er Jahre zurück. Ursprungsidee war die Erarbeitung von Standards für Chipkarten und „Vertrauenszentren“ für Kommunikations- und Zahlungssysteme.
Der erste Entwurf einer TeleTrusT-Satzung wurde datiert auf den 26. Januar 1989 errichtet, der Verein formal am 4. April 1989 auf einer Zusammenkunft auf Einladung der GMD (Gesellschaft für Mathematik und Datenverarbeitung mbH, später Forschungszentrum Informationstechnik GmbH, 2000/2001 in die Fraunhofer-Gesellschaft zur Förderung der angewandten Forschung e. V. integriert) in Darmstadt gegründet und nach Abschluss der rechtlichen Vorbereitungen am 16. Juni 1989 unter dem Namen TeleTrust Deutschland e. V. (damals noch mit 2 großen T) in das Vereinsregister am Amtsgericht Bonn eingetragen.
Gründungsvorstände waren Eckkart Raubold (Vorsitzender), Wolfgang Schröder, Dieter Weber und Franz Arnold. Gründungsmitglieder waren unter anderem die GMD, mbp, die DATEV, SCS, KryptoKom, TELES, Siemens und ORGA.
Gemäß einem von Raubold angefertigten Vermerk sei TeleTrusT zu einer Marke für bestimmte gemeinsame Eigenschaften von Produkten sowie technischen und organisatorischen Hilfsmitteln zu entwickeln und dies u. a. im Wege von thematischen Arbeitsgruppen zu verwirklichen. Von Beginn an war z. B. auch eine Arbeitsgruppe für juristische Aspekte vorgesehen. Ebenso war Internationalisierung Teil der Vereinsidee. Für das TeleTrusT-Logo wurde ausdrücklich die Verwendung von Europa-Blau vorgegeben.
Eine Pressemitteilung anlässlich der Vereinsgründung nimmt Bezug auf die Satzung und gibt als allgemeine Zielsetzung die „Förderung verläßlicher Tele-Informationstechnik in Wirtschaft, Gesellschaft und Staat auf nationaler und internationaler Ebene“ vor. „TeleTrusT steht für ein Sicherheitskonzept in der elektronischen Datenkommunikation. […] Im Mittelpunkt stehen daher Verfahren, die elektronisch übermittelte Daten vor Mißbrauch schützen. […] Insbesondere soll die Anerkennung der elektronischen Unterschrift gefördert werden.“ Ausdrücklich hervorgehoben wird die Rolle, die TeleTrusT in der Normung einnehmen will.
Seit April 1997 ist Norbert Pohlmann der Vorstandsvorsitzende.

## Mitglieder
Der Verband hat 400 Mitglieder (Stand Juli 2023). Mitglieder sind neben großen Unternehmen wie Siemens, Deutsche Bank, ProSiebenSat.1 Media, Secunet und Rohde & Schwarz zahlreiche kleine und mittelständische Unternehmen. Auch Behörden, öffentliche Einrichtungen und Institutionen wie mehrere Fraunhofer-Institute, die Bundesdruckerei, die TU Dresden, Kassenärztliche Vereinigungen, das Bundesamt für Sicherheit in der Informationstechnik, die Bundesnotarkammer sind Verbandsmitglieder. Ferner zählen assoziierte Verbände, z. B. der Bundesverband Deutscher Banken, der eco – Verband der Internetwirtschaft, der Deutsche Anwaltverein mit der Arbeitsgemeinschaft IT-Recht (davit), der Verband für Sicherheitstechnik (VfS), die Deutsche Gesellschaft für Online-Forschung (DGOF), der Arbeitskreis deutscher Markt- und Sozialforschungsinstitute (ADM), die Fédération Nationale des Tiers de Confiance (FNTC, Frankreich), die European Association for e-Identity and Security (EEMA, Großbritannien), der Verein zur Förderung der elektronischen Datenübermittlung im Geschäftsverkehr (WKO/AUSTRIAPRO, Österreich), die Information Security Society Switzerland (ISSS, Schweiz), die Electronic Signature and Records Association (ESRA, USA), die German American Business Association California (GABA, USA), das Finnish Information Security Cluster (FISC, Finnland) und die German Asia-Pacific Business Association (OAV) zu den Mitgliedern.

## Projekte
Aktuelle Projektthemen sind beispielsweise
- Elektronische Signatur
- Biometrische Verfahren[6]
- Blockchain[7]
- IT-Sicherheit[8][9]
- Smart Grids[10] / Industrial Security
- Cloud Security[11]
- Mail Security
- Security by design
- Secure Interoperable ChipCard Terminal[12]
- Stand der Technik in der IT-Sicherheit (für die relevanten Systeme, Komponenten und Prozesse im Sinne des IT-Sicherheitsgesetzes).[13]

Im Rahmen der Qualifizierungprogramme TeleTrusT Information Security Professional-Programms (T.I.S.P.) und TeleTrusT Professional for Secure Software Engineering (T.P.S.S.E.) werden Zertifikate für IT-Sicherheitsexperten ausgestellt.
Von 2009 bis 2011 begleitete TeleTrusT das deutschlandweite Projekt Netzwerk Elektronischer Geschäftsverkehr (NEG) des Bundesministeriums für Wirtschaft und Technologie. TeleTrusT wirkt in der Task Force IT-Sicherheit in der Wirtschaft des BMWi mit und koordinierte das selbst initiierte Projekt IT-Sicherheit in der Hotellerie. TeleTrusT ist Mitträger der Cyber Security Challenge Germany.
2017 beschloss die TeleTrusT-Mitgliederversammlung, namens des Verbandes die Initiierung einer Verfassungsbeschwerde gegen das Gesetz zur effektiveren und praxistauglicheren Ausgestaltung des Strafverfahrens, das die staatliche Nutzung von IT-Schwachstellen vorsieht (Bundestrojaner). Nach mehrjähriger Bearbeitungsdauer nahm das Bundesverfassungsgericht per Beschluss vom 17. April 2023 die Verfassungsbeschwerde nicht zur Entscheidung an (AZ 176/23 bzw. 178/23). Der Bundesverband IT-Sicherheit kommentierte und kritisierte die Nichtannahme in einer Stellungnahme.

## Mitgliedschaften
TeleTrusT ist Mitglied des Europäischen Instituts für Telekommunikationsnormen (ETSI), Gründungsmitglied der European Cyber Security Organisation (ECSO) sowie in der Koordinierungsstelle IT-Sicherheit (KITS) des DIN und in der CEN/CENELEC Cyber Security Co-ordination Group vertreten.

## Arbeitsgruppen
Der Verband hat verschiedene Arbeitsgremien gebildet, um bestimmte Themen intensiver zu bearbeiten, unter anderem:
- Biometrie
- Cloud Security
- Mail Security
- Security by design
- Smart Grids/Industrial Security
- SOA Security
- Gesundheitstelematik
- SICCT (Kartenleseterminals)
- ITSMIG (IT Security made in Germany)
- Informationssicherheitsmanagement
- Mobile Security
- Recht / Stand der Technik
- Secure Platform
- IT-Sicherheit in der Marktforschung
- Blockchain
- Politik
- Fiskalisierung
- Sichere KI.

## EBCA
TeleTrusT ist Betreiber der European Bridge CA (EBCA). Die EBCA ist ein Zusammenschluss einzelner, gleichberechtigter Public-Key-Infrastrukturen (PKIen) zu einem PKI-Verbund. Sie ermöglicht eine sichere und authentische Kommunikation zwischen den beteiligten Unternehmen, Institutionen und öffentlichen Verwaltungen.

## Veranstaltungen
Der Verband organisierte und organisiert gemeinsam mit seinen Mitgliedern nationale und internationale Messe- und Konferenzbeteiligungen (z. B. RSA Conference San Francisco, Infosecurity London, GISEC Dubai, IT Security Insights Stockholm, Web Summit Lissabon). TeleTrusT ist Partner der IT-Security-Messe & Konferenz it-sa Nürnberg, der it-sa Brasil Sao Paulo, der it-sa India Mumbai sowie zahlreicher weiterer Veranstaltungen. Der TeleTrusT-Informationstag "Elektronische Signatur und Vertrauensdienste" wird gemeinsam von TeleTrusT und Fachleuten als Signaturtag ausgerichtet, ebenso der jährliche IT-Sicherheitsrechtstag in Berlin.

## Vorstand, Geschäftsführung
Geschäftsführer ist Holger Mühlbauer. Vorstandsvorsitzender ist Norbert Pohlmann (Institut für Internet-Sicherheit der Westfälischen Hochschule).